# Verzorgingsplaats De Somp
Verzorgingsplaats De Somp is een Nederlandse verzorgingsplaats, gelegen aan de A50 Eindhoven-Emmeloord in Klarenbeek, 1 kilometer ten zuidoosten van Apeldoorn.
Er is een Shell-tankstation en een wegrestaurant genaamd La Place Restaurant Apeldoorn De Somp. Dit restaurant heeft ook vergaderruimtes en sanitair voor vrachtwagenchauffeurs en is aangesloten bij Les Routiers Européens.
De naam De Somp komt van het gebied direct ten oosten van deze verzorgingsplaats. Hier loopt ook een zandpad met dezelfde naam.
Aan de overzijde van de snelweg ligt verzorgingsplaats De Brink.

## Modieslab
Rijkswaterstaat is hier in 2001 begonnen met een proef voor modieslab als wegdek. ModieSlab staat voor Modulair Intelligent Energiek Slab. Dit is een vorm van asfalt op beton die bestaat uit losse platen (slabs) die zijn samen te voegen tot een baan. Ze worden geplaatst op heipalen. In de modules wordt rekening gehouden met mogelijkheden voor detectielussen. Dit type wegdek zou een hoge geluidsreductie opleveren en ook zorgen voor een snelle afvoer van regenwater. Doordat de modules in de fabriek gebouwd kunnen worden is de wegaanleg minder afhankelijk van weersomstandigheden. De proef is inmiddels uitgebreid met een baanvak aan de A12 bij knooppunt Oudenrijn.
Richting Emmeloord: De Gagel · De Slenk · De Somp · Kolthoorn · Zalkerbroek
Richting Eindhoven: Zalkerbroek · Het Veen · De Brink · De Schaars · Weerbroek · Ganzenven · Sonse Heide